# Montu (gud)
Montu var en egyptisk gud.

Guden Montu.

I egyptisk mytologi var han en solgud och krigsgud som dyrkades i Övre Egypten. Han nämns i tidiga skrifter men fick en särställning senare och faraonerna i Egyptens elfte dynasti framhävde honom som deras lokala gud och kulten flyttades till Thebe. Han avbildades som en man med falk- eller oxhuvud. Han avbildades även som en oxe, men då med huvudet prytt av en solskiva och två långa fjädrar.